# جسیکا جیمز
جسیکا ردینگ (انگلیسی: Jessica Redding؛ زادهٔ ۸ مارس ۱۹۷۹ – درگذشته ۱۷ سپتامبر ۲۰۱۹) که بیشتر با نام صحنه‌ای خود جسیکا جیمز (انگلیسی: Jessica Jaymes) شناخته می‌شود، بازیگر پورنوگرافی آمریکایی است.

## اوایل زندگی
جسیکا ردینگ در ۸ مارس ۱۹۷۹ در انکوریج به دنیا آمد. مادر او اهل چک و فرانسوی است و پدرش به عنوان یک مأمور مخفی برای اداره مبارزه با مواد مخدر آمریکا کار می‌کرد و در جنگ ویتنام نیز شرکت کرده بود. او یک خواهر کوچکتر به نام بانی داشت. جسیکا قبل از فارغ‌التحصیلی از کالج ریو سالادو در آریزونا در مؤسسه نظامی نیومکزیکو در رازول، نیومکزیکو شرکت کرد. سپس به مدت سه سال به عنوان معلم کلاس چهارم تا ششم مشغول به کار شد. او در وب سایت خود بیان کرده‌است که دارای مدرک هنر می‌باشد و می‌تواند پیانو کلاسیک را به خوبی بنوازد.

## حرفه
جسیکا فعالیت خود در صنعت سکس را در تابستان سال ۲۰۰۲ آغاز کرد. در آگوست ۲۰۰۸، او به عنوان دختر جذاب ماه در مجله پنت‌هاوس انتخاب شد و در همان سال، او استودیوی فیلم‌های پورنوگرافی اسپیزو را تأسیس کرد.

## مرگ
او به طرز مشکوکی در سال ۲۰۱۹ درگذشت. پلیس دلیل مرگ اورا مصرف بیش از حد نوشیدنی الکلی اعلام کرد.